# In the Name of Metal
In the Name of Metal är det svenska power metal-bandet Bloodbounds femte studioalbum. Det släpptes i november 2012 på AFM Records och 2018 i vinylutgåva på samma bolag. Skivan släpptes även i Japan.
Titelspåret på In the Name of Metal resulterade i bandets första musikvideo.

## Låtlista
1. "In the Name of Metal" – 4:16
2. "When Demons Collide" – 4:11
3. "Bonebreaker" – 3:05
4. "Metalheads Unite" – 5:00
5. "Son of Babylon" – 3:19
6. "Mr. Darkness" – 3:15
7. "I'm Evil" – 3:55
8. "Monstermind" – 3:34
9. "King of Fallen Grace" – 3:19
10. "Black Devil" – 3:47
11. "Bounded by Blood" – 4:07
12. "Book of the Dead 2012" – 3:54

## Medverkande
Musiker
- Patrik Selleby – sång
- Tomas Olsson – gitarr
- Henrik Olsson – gitarr
- Anders Broman – basgitarr, bakgrundssång
- Fredrik Bergh – keyboard, bakgrundssång
- Pelle Åkerlind – trummor

Bidragande musiker
- Anthony Maverick – bakgrundssång

Produktion
- Bloodbound – producent
- Per Ryberg – inspelningstekniker
- Tomas Olsson – inspelningstekniker
- Pelle Åkerlind – inspelningstekniker
- Fredrik Bergh – programmering, inspelningstekniker
- Jonas Kjellgren – mixning, mastering
- Hiko Kramer – albumkonst, layout
- Mark Wilkinson – omslagskonst
- Emma Nilsson – foto